# Inessa Tushkanova
Inessa Tushkanova (en ucraniano: Инесса Тушканова)(17 de julio de 1987, Verjnodniprovsk) es una piloto de rallies y modelo ucraniana. Realizó sus estudios universitarios en la Academia Interregional de Personal Administrativo en Kiev, donde obtuvo el Título en Psicología Práctica.

## Trayectoria en el modelaje
Tushkanova tuvo su primer contacto con el modelaje a la edad de 14 años y posteriormente tuvo varios trabajos de modelaje en diversos lugares. Sin embargo, su trabajo más sobresaliente fue para la revista Playboy en 2011, de la cual fue portada en sus ediciones ucraniana, rusa y lituana. Tushkanova declaró haber hecho este trabajo para la revista por el prestigio que la misma tiene y su valor en las relaciones públicas, lo que podría ayudarle a impulsar su carrera deportiva. En el mismo 2011 fue nombrada Playmate del Año.

## Trayectoria en el rally
Tushkanova tuvo el primer contacto con el deporte motor a través del motociclismo; sin embargo, casi al mismo tiempo comenzó su participación en rallies amateurs a bordo de un Daewoo Sense. Posteriormente adquirió un Subaru STI, con el cual corrió su primera carrera de rally. En 2007 hizo una pausa en su carrera como piloto debido a la crisis económica y durante un tiempo corrió como copiloto de diferentes tripulaciones. Tushkanova ha sido considerada como una piloto con talento, cuya velocidad al volante ha sido reconocida por el piloto de Fórmula 1 Kimi Räikkönen.
Su regreso al volante en 2010 lo hizo a bordo de un Mitsubishi Lancer Evolution IX en el Campeonato Ucraniano de Rally, del cual obtuvo el sexto lugar general al final de la temporada, lo que le ganó el respeto de sus competidores, quienes solo la veían como imán de patrocinadores para su equipo. En su carrera deportiva ha participado en diferentes campeonatos, incluyendo los campeonatos nacionales de Ucrania, Estonia y Lituania. En 2012 participó en el Rally de Polonia, como parte del Campeonato de Europa de Rally, terminando en la posición 26 general.
Culminó la temporada 2012 dentro de los primeros quince lugares del Ranking Mundial de Mujeres Pilotos de Rally (Women World Rally Ranking), elaborado por la Asociación Internacional de Pilotos de Rally (International Rally Drivers Association, IRDA).
En la temporada 2013 participará en el Campeonato de Finlandia de Rally, aunque en su calendario tiene contemplada la participación en otras pruebas de distintos campeonatos, incluyendo el Rally de Argentina del WRC. Su primera participación de la temporada, en el Rally del Ártico, la concluyó con un retiro por accidente, lo que le impidió participar en el Rally de Letonia del Campeonato de Europa.

## Resultados

### Campeonato de Finlandia de Rally
| Año  | Equipo                | Vehículo                 | 1       | 2   | 3   | 4   | 5   | 6   | 7   | Posición | Puntos | Notas |
| ---- | --------------------- | ------------------------ | ------- | --- | --- | --- | --- | --- | --- | -------- | ------ | ----- |
| 2013 | Tushkanova Motorsport | Mitsubishi Lancer Evo IX | ALR Ret | SMV | SMI | SMP | SMO | SMT | SMC |          | 0      | ?     |